# 木更津運輸区
木更津運輸区（きさらづうんゆく）は、かつて千葉県木更津市にあった東日本旅客鉄道（JR東日本）千葉支社の運転士・車掌が所属した組織。

## 沿革
- 2006年11月1日：設置準備として木更津駅舎内に木更津運輸準備区を設置。
- 2007年3月18日：千葉運転区木更津支区、館山運転区、千葉車掌区の一部行路を移管し、木更津運輸区発足[1][2]。
- 2022年3月12日：ダイヤ改正をもって木更津、君津、久留里駅と共に木更津統括センターへ移管[3]